# ヴラトコ・ストヤノフスキ
ヴラトコ・ストヤノフスキ（Vlatko Stojanovski 、1997年4月23日 - ）は、北マケドニア・デルチェヴォ出身の同国代表プロサッカー選手。HNKゴリツァ所属。ポジションはFW。

## クラブ経歴
FKメタルルグ・スコピエの下部組織出身。2014年10月29日のFKシュケンディヤ戦でトップチームデビューを果たした。2015年8月29日のFKムラドスト・カレヴ・ドヴォル戦でプロ初ゴールを決めた。
2016年9月、RNKスプリトに移籍。しかし出場機会を得られず、2017年8月にNKドゥゴポリェに完全移籍。
2018年1月、FKレノヴァに移籍。2018-19シーズンは2019年5月のFKポベダ・プリレプ戦で4得点を決めるなど得点を量産。最終的に18ゴールを決めリーグ得点王のタイトルを獲得した。
2019年7月3日、フランス・リーグ・アンのニーム・オリンピックに3年契約で移籍。

## 代表歴
2019年11月、UEFA EURO 2020予選のオーストリア代表戦で北マケドニア代表デビュー。この試合で代表初ゴールも決めた。

### 代表戦での得点
| No. | 開催日         | 会場                                   | 対戦国       | 得点 | 結果 | 大会                          |
| --- | -------------- | -------------------------------------- | ------------ | ---- | ---- | ----------------------------- |
| 1.  | 2019年11月16日 | エルンスト・ハッペル・シュターディオン | オーストリア | 1–2  | 1–2  | UEFA EURO 2020予選            |
| 2.  | 2020年11月15日 | ピリッポス2世アレナ                    | エストニア   | 2–1  | 2–1  | UEFAネーションズリーグ2020-21 |

## タイトル
個人
- プルヴァ・マケドンスカ・フドバルスカ・リーガ得点王: 2018–19